# Iringó (keresztnév)
Az Iringó magyar eredetű női név a hasonló növénynévből, ami a növény latin nevének, az Eryngiumnak a magyarítása.

## Gyakorisága
Az 1990-es években szórványos név, a 2000-es években nem szerepel a 100 leggyakoribb női név között.

## Névnapok
- június 28.[2]
- október 20.[2]
- december 24.[2]

## Híres Iringók
- Südi Iringó táncosnő, sporttánc-bajnok